# Lauren Davis
Lauren Davis (Gates Mills, Ohio, 1993. október 9. –) amerikai hivatásos teniszezőnő.
2011-ben kezdte profi pályafutását. Két egyéni WTA-torna győztese, emellett nyolc egyéni ITF-tornán végzett az első helyen. Legjobb egyéni világranglista-helyezése a 26. volt 2017. május 22-én, párosban a 137. helyre került 2018. január 15-én.
A Grand Slam tornákon legjobb eredménye a 3. kör,  amelybe az Australian Openen háromszor (2014-ben és 2016-ban és 2018-ban), 2014-ben és 2019-ben Wimbledonban, valamint a 2022-es US Openen jutott. Párosban a 2. kör a legjobb eredménye, amelyet a 2013-as és a 2020-as Roland Garroson, a 2014-es US Openen, 2015-ben és 2023-ban Wimbledonban, valamint a 2020-as Australian Openen sikerült elérnie.
2014-ben és 2015-ben az Amerikai Egyesült Államok Fed-kupa-csapatának tagja volt.

## WTA-döntői

### Egyéni

#### Győzelmei (2)
| Összesítés            |                              |
| Grand Slam-torna (0)  |                              |
| Premier Mandatory (0) | WTA 1000 (kötelező)* (0)     |
| Premier Five (0)      | WTA 1000 (nem kötelező)* (0) |
| Premier (0)           | WTA 500* (0)                 |
| International (1)     | WTA 250* (1)                 |

*2021-től megváltozott a tornák kategóriáinak elnevezése.
| No. | Dátum            | Helyszín                     | Borítás | Ellenfél a döntőben    | Eredmény a döntőben | Eredmény a döntőben |
| 1.  | 2017. január 7.  | ASB Classic, Auckland        | Kemény  | Ana Konjuh             | 6–3, 6–1            |                     |
| 2.  | 2023. január 14. | Hobart International, Hobart | Kemény  | Elisabetta Cocciaretto | 7–6(0), 6–2         |                     |

#### Elveszített döntői (2)
| No. | Dátum                | Helyszín              | Borítás     | Ellenfél a döntőben | Eredmény a döntőben | Eredmény a döntőben |
| 1.  | 2016. július 24.     | Citi Open, Washington | Kemény      | Yanina Wickmayer    | 4–6, 2–6            |                     |
| 2.  | 2016. szeptember 18. | Bell Challenge, Tokió | Szőnyeg (f) | Océane Dodin        | 4–6, 3–6            |                     |

## WTA 125K-döntői

### Egyéni: 1 (1–0)
| Eredmény | Gy–V | Dátum              | Torna                     | Borítás | Ellenfél  | Eredmény      |
| -------- | ---- | ------------------ | ------------------------- | ------- | --------- | ------------- |
| Döntős   | 0–1  | 2018. november 19. | Houston, Egyesült Államok | Kemény  | Peng Suaj | 6–1, 5–7, 4–6 |

## ITF döntői (8–6)

### Egyéni (8–5)
| Legend         |
| -------------- |
| $100,000 torna |
| $75,000 torna  |
| $50,000 torna  |
| $25,000 torna  |
| $15,000 torna  |
| $10,000 torna  |

| Eredmény | No. | Dátum                | Torna                                          | Borítás    | Ellenfél         | Eredmény         |
| -------- | --- | -------------------- | ---------------------------------------------- | ---------- | ---------------- | ---------------- |
| Döntős   | 1.  | 2010. június 14.     | Mount Pleasant, Dél-Karolina, Egyesült Államok | Salak      | Petra Rampre     | 3–6, 2–6         |
| Győztes  | 1.  | 2010. október 4.     | Williamsburg, Egyesült Államok                 | Salak      | Līga Dekmeijere  | 6–0, 6–0         |
| Győztes  | 2.  | 2010. október 25.    | Bayamón, Puerto Rico                           | Kemény     | Madison Keys     | 7–6(5), 6–4      |
| Győztes  | 3.  | 2011. június 27.     | Buffalo, New York, Egyesült Államok            | Salak      | Nicole Gibbs     | 5–7, 6–2, 6–4    |
| Győztes  | 4.  | 2011. július 11.     | Atlanta, Egyesült Államok                      | Kemény     | Alexis King      | 1–6, 6–2, 6–2    |
| Győztes  | 5.  | 2012. január 16.     | Plantation, Florida, Egyesült Államok          | Salak      | Gail Brodsky     | 6–4, 6–1         |
| Döntős   | 2.  | 2012. január 30.     | Rancho Santa Fe, Kalifornia, Egyesült Államok  | Kemény     | Julia Boserup    | 0–6, 3–6         |
| Döntős   | 3.  | 2012. szeptember 17. | Albuquerque, Új-Mexikó, Egyesült Államok       | Kemény     | Maria Sanchez    | 1–6, 1–6         |
| Győztes  | 6.  | 2012. szeptember 24. | Las Vegas, Egyesült Államok                    | Kemény     | Shelby Rogers    | 6–7(5), 6–2, 6–2 |
| Győztes  | 7.  | 2013. február 4.     | Midland, Michigan, Egyesült Államok            | Kemény (f) | Ajla Tomljanović | 6–3, 2–6, 7–6(2) |
| Döntős   | 4.  | 2016. október 30.    | Poitiers, Franciaország                        | Kemény (f) | Océane Dodin     | 4–6, 2–6         |
| Döntős   | 5.  | 2019. április 21.    | Dothan, Egyesült Államok                       | Salak      | Kristína Kučová  | 6–3, 6–7(9), 2–6 |
| Győztes  | 8.  | 2019. május 12.      | Bonita Springs, Egyesült Államok               | Salak      | Ann Li           | 7–5, 7–5         |

### Páros (0–1)
| Eredmény | No. | Dátum          | Torna                        | Borítás | Partner         | Ellenfél                      | Eredmény |
| -------- | --- | -------------- | ---------------------------- | ------- | --------------- | ----------------------------- | -------- |
| Döntős   | 1.  | 2019. május 4. | Charleston, Egyesült Államok | Salak   | Madison Brengle | Asia Muhammad Taylor Townsend | 2–6, 2–6 |

## Eredményei Grand Slam-tornákon

### Egyéni
| Grand Slam | Australian Open | Australian Open   | Roland Garros  | Roland Garros       | Wimbledon      | Wimbledon         | US Open        | US Open          |
| Év         | Eredmény        | Utolsó ellenfél   | Eredmény       | Utolsó ellenfél     | Eredmény       | Utolsó ellenfél   | Eredmény       | Utolsó ellenfél  |
| 2011       | 1. kör          | Samantha Stosur   | −              | −                   | −              | −                 | 1. kör         | Angelique Kerber |
| 2012       | −               | −                 | 2. kör         | Christina McHale    | −              | −                 | Selejtező (Q2) | Selejtező (Q2)   |
| 2013       | 1. kör          | Daria Gavrilova   | 1. kör         | Kristina Mladenovic | 1. kör         | Lucie Šafářová    | 1. kör         | C Suárez Navarro |
| 2014       | 3. kör          | Eugenie Bouchard  | 1. kör         | J Svedova           | 3. kör         | Peng Suaj         | 1. kör         | Samantha Stosur  |
| 2015       | 2. kör          | Venus Williams    | 1. kör         | M Lučić-Baroni      | 2. kör         | Sloane Stephens   | 2. kör         | J Makarova       |
| 2016       | 3. kör          | Marija Sarapova   | 1. kör         | Louisa Chirico      | Selejtező (Q2) | Selejtező (Q2)    | 2. kör         | Elina Szvitolina |
| 2017       | 1. kör          | Samantha Crawford | 1. kör         | Carina Witthöft     | 1. kör         | Varvara Lepchenko | 1. kör         | Sofia Kenin      |
| 2018       | 3. kör          | Simona Halep      | –              | –                   | Selejtező (Q1) | Selejtező (Q1)    | Selejtező (Q1) | Selejtező (Q1)   |
| 2019       | Selejtező (Q1)  | Selejtező (Q1)    | 2. kör         | Konta Johanna       | 3. kör         | C Suárez Navarro  | 2. kör         | Ashleigh Barty   |
| 2020       | 2. kör          | Elina Szvitolina  | 1. kör         | Kateřina Siniaková  | elmaradt       | elmaradt          | 1. kör         | Alizé Cornet     |
| 2021       | 1. kör          | Belinda Bencic    | 1. kör         | Paula Badosa        | 2. kör         | Madison Keys      | 2. kör         | Bianca Andreescu |
| 2022       | 1. kör          | Tereza Martincová | –              | –                   | 2. kör         | Amanda Anisimova  | 3. kör         | Iga Świątek      |
| 2023       | 2. kör          | Elise Mertens     | 2. kör         | Leszja Curenko      | 1. kör         | Jessica Pegula    | 2. kör         | Kaja Juvan       |
| 2024       | –               | –                 | Selejtező (Q2) | Selejtező (Q2)      | 1. kör         | Camila Osorio     | 1. kör         | Anna Kalinszkaja |
| 2025       | –               | –                 | Selejtező (Q1) | Selejtező (Q1)      | Selejtező (Q1) | Selejtező (Q1)    |                |                  |

### Páros
| Grand Slam | Australian Open          | Australian Open                    | Roland Garros             | Roland Garros                     | Wimbledon                   | Wimbledon                        | US Open                 | US Open                           |
| Év         | Eredmény Partner         | Utolsó ellenfél                    | Eredmény Partner          | Utolsó ellenfél                   | Eredmény Partner            | Utolsó ellenfél                  | Eredmény Partner        | Utolsó ellenfél                   |
| 2011       | –                        | –                                  | –                         | –                                 | –                           | –                                | 1. kör Nicole Gibbs     | Julia Görges Andrea Petković      |
| 2012       | –                        | –                                  | –                         | –                                 | –                           | –                                | –                       | –                                 |
| 2013       | –                        | –                                  | 2. kör M Moulton-Levy     | B Mattek-Sands Szánija Mirza      | –                           | –                                | 1. kör Grace Min        | Melanie Oudin Alison Riske        |
| 2014       | 1. kör L Domínguez Lino  | J Makarova J Vesznyina             | 1. kör M Moulton-Levy     | Květa Peschke Katarina Srebotnik  | 1. kör Mónica Puig          | L Kicsenok N Kicsenok            | 2. kör Renata Voráčová  | Zarina Dias Hszü Ji-fan           |
| 2015       | 1. kör Christina McHale  | V Gyacsenko Monica Niculescu       | 1. kör Csan Csin-vej      | Casey Dellacqua J Svedova         | 2. kör Nara Kurumi          | J Makarova J Vesznyina           | –                       | –                                 |
| 2016       | –                        | –                                  | –                         | –                                 | –                           | –                                | –                       | –                                 |
| 2017       | 2. kör M Moulton-Levy    | Katarina Srebotnik Cseng Szaj-szaj | 1. kör Nicole Melichar    | Lucie Hradecká Kateřina Siniaková | 1. kör Han Hszin-jün        | N Dzalamidze V Kugyermetova      | 1. kör M Moulton-Levy   | Csan Hao-csing Csang Suaj         |
| 2018       | 1. kör Alison Riske      | Dalila Jakupović I Hromacsova      | –                         | –                                 | –                           | –                                | –                       | –                                 |
| 2019       | –                        | –                                  | –                         | –                                 | –                           | –                                | 1. kör Maria Sanchez    | Gszie Su-vej Barbora Strýcová     |
| 2020       | 2. kör Viktorija Golubic | Hszie Su-vej Barbora Strýcová      | 2. kör Sabrina Santamaria | Alexa Guarachi Desirae Krawczyk   | elmaradt                    | elmaradt                         | –                       | –                                 |
| 2021       | 1. kör Madison Brengle   | Vera Lapko M Vondroušová           | 1. kör Ankita Raina       | Lucie Hradecká Laura Siegemund    | 1. kör Ankita Raina         | Asia Muhammad Jessica Pegula     | 1. kör Ingrid Neel      | Caroline Dolehide Storm Sanders   |
| 2022       | –                        | –                                  | –                         | –                                 | 1. kör Madison Brengle      | Marta Kosztyuk Tereza Martincová | –                       | –                                 |
| 2023       | –                        | –                                  | –                         | –                                 | 2. kör R van der Hoek       | Babos Tímea Kirsten Flipkens     | 1. kör Anastasia Dețiuc | Gabriela Dabrowski Erin Routliffe |
| 2024       | –                        | –                                  | 1. kör Sabrina Santamaria | Cristina Bucșa Monica Niculescu   | 1. kör Kimberley Zimmermann | Miriam Kolodziejová Anna Sisková |                         |                                   |

## Év végi világranglista-helyezései
| Év     | 2010 | 2011 | 2012 | 2013 | 2014 | 2015 | 2016 | 2017 | 2018 | 2019 | 2020 | 2021 | 2022 | 2023 | 2024 |
| Egyéni | 437. | 319. | 94.  | 72.  | 57.  | 87.  | 62.  | 50.  | 252. | 62.  | 74.  | 88.  | 86.  | 70.  | 390. |
| Páros  | −    | 689. | −    | 311. | 311. | 204. | 476. | 211. | 196. | 370. | 221. | 400. | 630. | 482. | 660. |